# World Monuments Watch List 2016
World Monuments Watch List 2016 är 2016 års utgåva av den lista över hotade kulturminnen från hela världen, som utges vartannat år av World Monuments Fund.
| Objekt                                                | Bild | Plats                             | Koordinater                                             |
| ----------------------------------------------------- | ---- | --------------------------------- | ------------------------------------------------------- |
| Bo-Kaap                                               |      | Sydafrika                         | 33°55′15″S 18°24′45″Ö / 33.92083°S 18.41250°Ö           |
| Spaç fängelse                                         |      | Albanien                          | 41°54′4″N 20°2′51″Ö / 41.90111°N 20.04750°Ö             |
| Palais de justice i Bryssel                           |      | Bryssel, Belgien                  | 50°50′12″N 4°21′06″Ö / 50.83667°N 4.35167°Ö             |
| Ladeira de Misericórdia                               |      | Salvador, Brasilien               |                                                         |
| Kambodjas nationella sportcentrum                     |      | Pnom Penh, Kambodja               |                                                         |
| Cementerio Central de Santiago                        |      | Santiago de Chile, Chile          |                                                         |
| Geoglyferna i Chug.Chug                               |      | Calama och Maria Elena, Chile     | 22°14′54.70″S 69°10′42.54″V / 22.2485278°S 69.1784833°V |
| Paviljong Simwonjeong                                 |      | Dongmyeonhg-myeon, Sydkorea       |                                                         |
| Kyrkor från kolonialtiden i Santiago de Cuba          |      | Santiago de Cuba, Kuba            |                                                         |
| Escuela Nacional de Arte                              |      | Havanna, Kuba                     | 23°05′17″N 82°26′53″Ö / 23.08806°N 82.44806°Ö           |
| Vedado                                                |      | Havanna, Kuba                     | 23°07′52″N 82°23′39″Ö / 23.13111°N 82.39417°Ö           |
| Abusir el-Malek                                       |      | Al Wasta, Egypten                 |                                                         |
| Basilika de Francisco i Quito                         |      | Quito, Ecuador                    | 0°13′13″S 78°30′56″V / 0.22028°S 78.51556°V             |
| Kloster i Sevilla                                     |      | Sevilla, Spanien                  | 37°23′46″N 5°59′07″V / 37.39611°N 5.98528°V             |
| Gjuteriet Averly                                      |      | Zaragoza, Spanien                 |                                                         |
| San Xavier del Bac-missionen                          |      | Saspol, Ladakh, Indien            | 32°06′25″N 111°00′29″V / 32.107°N 111.008°V             |
| San Estévan del Rey-missionen                         |      | Acoma Pueblo, New Mexico, USA     | 34°53′42″N 107°34′57″V / 34.89500°N 107.58250°V         |
| Pavlopetri                                            |      | Elafónisos, Grekland              | 38°31′01″N 22°59′19″Ö / 38.51694°N 22.98861°Ö           |
| Gon-Nila-Phuk grottempel och fort                     |      | Suspol, Ladakh, Indien            |                                                         |
| Amediye                                               |      | Amediye, Kurdistan, Irak          | 53°49′08″N 3°03′33″V / 53.8190°N 3.0593°V               |
| Janus triumfbåge                                      |      | Rom, Italien                      | 41°53′22″N 12°28′58″Ö / 41.88944°N 12.48278°Ö           |
| Koncentrationsläger från Andra världskriget i Italien |      | Italien                           |                                                         |
| Arkitektur från början av 1900-talet i Tsukiji        |      | Tokyo, Japan                      | 35°40′05″N 139°46′26″Ö / 35.66806°N 139.77389°Ö         |
| Pétra                                                 |      | Gaia, Jordanien                   | 30°19′43″N 35°26′31″Ö / 30.32861°N 35.44194°Ö           |
| Dalieh i Raoche                                       |      | Beirut, Libanon                   |                                                         |
| Heneine-palatset                                      |      | Beirut, Libanon                   |                                                         |
| Figuig                                                |      | Figuig, Marocko                   | 32°7′0″N 1°13′37″V / 32.11667°N 1.22694°V               |
| Traditionell arkitektur på Mauritius                  |      | Mauritius                         |                                                         |
| Antiguo Coleguo de San Ildefonso                      |      | Ciudad de Mexico, Mexiko          | 19°16′9″N 90°7′50.37″V / 19.26917°N 90.1306583°V        |
| Chapultepec                                           |      | Ciudad de Mexico, Mexiko          | 19°24′47″N 99°11′52″V / 19.41306°N 99.19778°V           |
| Kulturarv i Nepal                                     |      | Nepal                             |                                                         |
| Figuig                                                |      | Figuig, Marocko                   | 32°7′0″N 1°13′37″V / 32.11667°N 1.22694°V               |
| Traditionell arkitektur på Mauritius                  |      | Mauritius                         |                                                         |
| Befästningar i Portobelo                              |      | Portobelo, Panama                 | 9°33′18″N 79°39′18″V / 9.555°N 79.655°V                 |
| Ermita de Barranco                                    |      | Lima, Peru                        | 12°08′57″S 77°01′23″V / 12.14917°S 77.02306°V           |
| Rumiqolqa                                             |      | Andahuaylillas, Peru              |                                                         |
| Boix-huset                                            |      | Manila, Filippinerna              |                                                         |
| Akvedukten för vatten från Prata                      |      | Évora, Portugal                   | 38°34′45″N 7°55′10″V / 38.57917°N 7.91944°V             |
| Igreja de São Cristóvão de Rio Mau                    |      | Vila do Conde, Portugal           | 41°23′59″N 8°40′46″V / 41.39972°N 8.67944°V             |
| Bukarest                                              |      | Bukarest, Rumänien                | 44°25′57″N 28°06′14″Ö / 44.43250°N 28.10389°Ö           |
| Gruvdistriktet Roșia Montană                          |      | Roșia Montană, Rumänien           | 46°18′30″N 23°04′57″Ö / 46.30833°N 23.08250°Ö           |
| Moseley Road Baths                                    |      | Balsall Health, Storbritannien    | 52°27′27″N 1°53′8.92″V / 52.45750°N 1.8858111°V         |
| Wentworth Woodhouse                                   |      | South Yorkshire, Storbritannien   | 53°28′27″N 1°24′17″V / 53.47417°N 1.40472°V             |
| Sjuchovtornet                                         |      | Moskva, Ryssland                  | 55°43′2.4″N 37°36′41.6″Ö / 55.717333°N 37.611556°Ö      |
| Gmala staden i Viborg                                 |      | Viborg, Ryssland                  | 46°43′N 28°46′Ö / 46.717°N 28.767°Ö                     |
| Gamla rådhuset i Apia                                 |      | Apia, Samoa                       |                                                         |
| Bunce Island                                          |      | Floden Sierra Leone, Sierra Leone | 8°34′17″N 13°02′23″V / 8.57139°N 13.03972°V             |
| Sabu-Jaddi                                            |      | Nildalen, Sudan                   | 18°55′30″N 30°32′30″Ö / 18.92500°N 30.54167°Ö           |
| Kucapungane                                           |      | Wutai, Taiwan                     | 22°40′44″N 120°46′10″Ö / 22.67889°N 120.76944°Ö         |
| Ruinerna i Kua                                        |      | Juaniön, Tanzania                 |                                                         |
| Stora Zimbabwe                                        |      | Masvingoprovinsen, Zimbabwe       | 20°16′S 30°56′Ö / 20.267°S 30.933°Ö                     |